# Sedmisegmentový displej

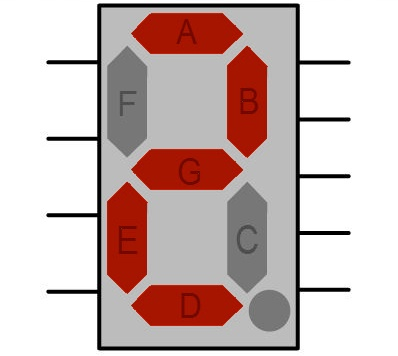
Sedmisegmentovka

Sedmisegmentový displej je nejpoužívanější případ segmentového displeje. Je vhodný pouze pro zobrazování číslic, maximálně hexadecimálních číslic a až f. Pro číslicový indikátor je minimální počet segmentů právě sedm. Jako ostatní segmentové displeje existují různé technologie zobrazení segmentů – LED, LCD, žárovková vlákna, dokonce i ovládání mechanicky u největších displejů. Nejlevnější a nejpoužívanější z nich jsou sedmisegmentovky tvořené světelnými diodami. Ty se též vyrábějí sériově pro průmyslové použití, jsou ale i dostupné pro nadšence do elektroniky a dají se za sebou modulárně skládat do libovolně dlouhého displeje. Takový modul se familiérně nazývá sedmisegmentovka.
Diodové sedmisegmentovky mají relativně rychlou odezvu, přibližně 10 nanosekund, a spotřebu od 0,5 až 1 mA proudu na jeden segment u těch nejmenších (tzn. celá sedmisegmentovka 3,5–7 mA). Napětí anody je závislé na barvě – 1,5 až 2,5 V, mohou tedy fungovat napájeny z jedné klasické baterie. Aby se ovládání diod zjednodušilo, mají diody navzájem propojeny anody či katody.